# مرجاسية
المرجاسية (الاسم العلمي: Auriscalpiaceae) هي فصيلة من الفطريات تتبع رتبة الروسوليات من طائفة الغاريقوناويات.

## أجناس
- المرجاس